# بيت المرحوم (مسرحية)
بيت المرحوم هي مسرحية اجتماعية بحتة، عرضت عام 2010 في قطر وعام 2011 في الكويت، تتحدث عن هموم المرأة التي ضحت في سبيل تربية أبنائها، وقرارها الزواج من رابع بعد وفاة أزواجها السابقين، ودخولها في صراع مع أبنائها الذين رفضوا هذا الزواج، وأن هذه المرأة لها رؤيتها للحياة وطريقتها في العيش، ولها طموحها الحق والمشروع أحداث المسرحية تدور في قالب كوميدي فيه بعض من لمسات الرعب، أما بالنسبة لما يدور و يحدث في خشبة المسرح فهناك خدع بصرية جديدة من أمريكا لأول مرة في الكويت وأيضاً تقنيات رعب جديدة لإثارة الجمهور .

## الممثلين في قطر
1. انتصار الشراح
2. صلاح الملا
3. محمد العجيمي
4. عادل المسلم
5. عبد الرزاق خلف

النجوم الشباب
1. ملاك
2. مشعل الشايع
3. عبد الله بهمن
4. نواف النجم
5. لجين
6. عبدالعزيز عادل
7. فيصل فريد

والطفل
عبدالله عبدالعزيز المسلم

## الممثلين في الكويت
1. انتصار الشراح
2. محمد العجيمي
3. عادل المسلم
4. ومن مصر الشقيقة حسن حسني
5. عبد الرزاق خلف

والنجوم الشباب
1. عبد الله بهمن
2. نواف النجم
3. لجين
4. عبدالعزيز عادل
5. فيصل فريد

والطفل
1. عبدالله عبدالعزيز المسلم